# Park Rubina w Miasteczku Śląskim
Park Rubina w Miasteczku Śląskim – zabytkowy (figurujący w gminnej ewidencji zabytków ) park znajdujący się w Miasteczku Śląskim, założony pod koniec XIX wieku – najpewniej między 1880 a 1900 rokiem  .

## Historia
Historia parku sięga lat 80. XIX wieku, kiedy to pogórniczy teren, na którym wydobywano galman i żelaziak brunatny, położony na wschodnich krańcach Miasteczka Śląskiego (wówczas niem. Georgenberg), przylegający do drogi łączącej to miasto z Żyglinem (Groß Zyglin), nabył od miejscowego Żyda Siegheima zamożny lekarz Ryszard Rubin  . Według innych źródeł zakupu gruntu dokonał ojciec Ryszarda, Michael, który w 1843 podjął w Miasteczku pracę jako nauczyciel, wkrótce jednak porzucił to zajęcie i został zarządcą jednej z kopalń .

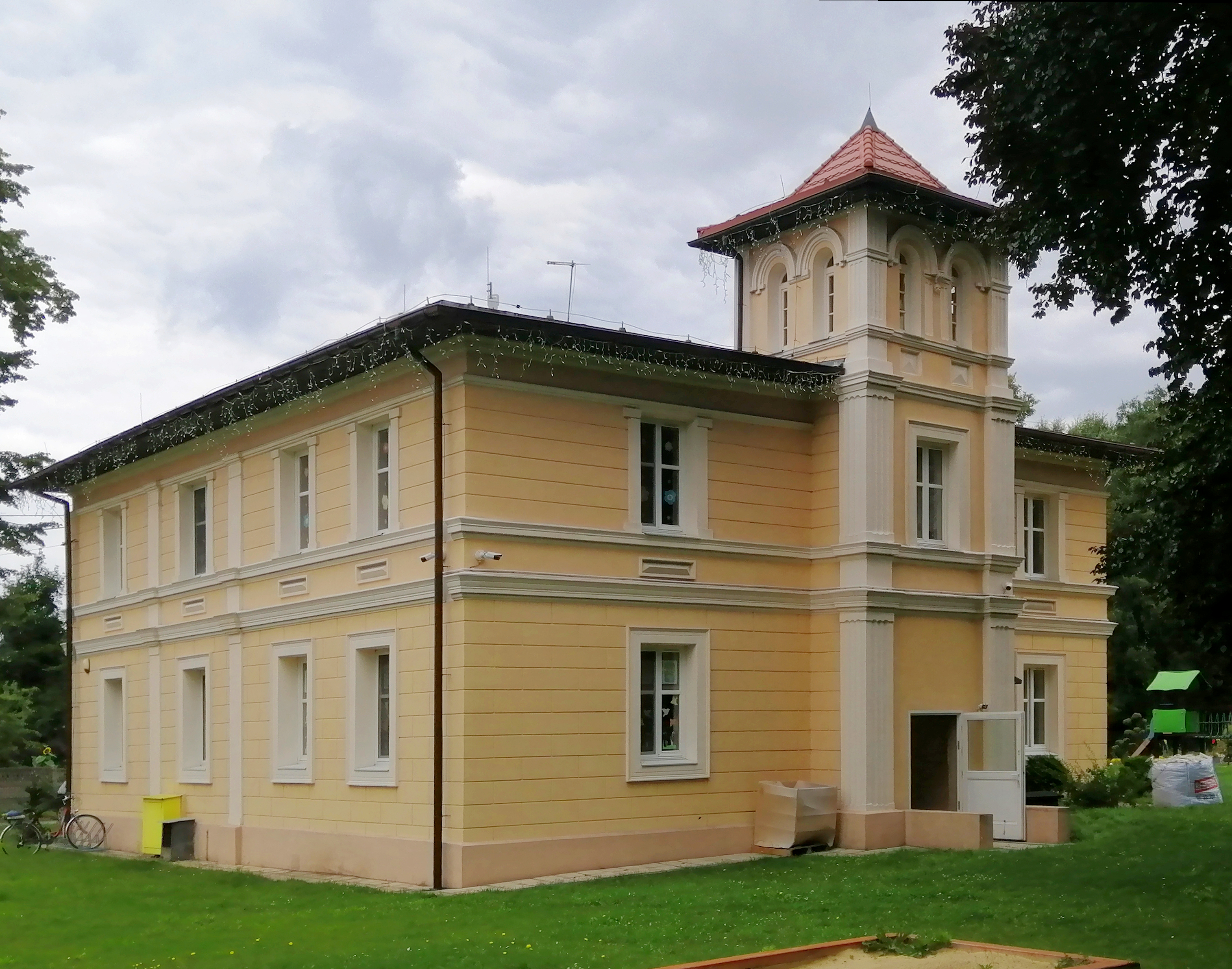
Willa Rubina obok parku

W niedługim czasie na zakupionym terenie wzniesiono niewielki, lecz okazały dworek z wieżyczką, znany współcześnie jako willa   lub pałacyk  Rubina (współcześnie mieści się w nim przedszkole). Założono także park, wykorzystując urozmaiconą rzeźbę terenu . W parku wybudowano liczne elementy małej architektury, takie jak altanki, pergole, zegar słoneczny oraz fontanna, a w centralnej jego części, w jednym z dawnych wyrobisk, znajdował się staw. Całe założenie pierwotnie otoczone było wysokim murem  .
W okresie międzywojennym w parku istniał również pomnik w formie głazu narzutowego, który upamiętniał zaprzysiężenie komórki Polskiej Organizacji Wojskowej. Był on miejscem spotkań powstańców śląskich z Miasteczka. Podczas II wojny światowej pomnik zaginął. Odnaleziono go w latach 80. XX wieku, a następnie przetransportowano na teren Huty Cynku Miasteczko Śląskie . 
Na terenie parku, w pobliżu pozostałości dawnego kamieniołomu, w maju 1945 roku doszło do tragedii. W wyniku eksplozji znalezionego podczas zabawy niewybuchu śmierć poniosła czwórka dzieci, kilkanaście innych zaś zostało rannych . 
W 2012 roku zabytkowa  willa Rubina została wyremontowana , natomiast w 2015 trwała rewitalizacja samego parku, który został ponownie oficjalnie otwarty w lipcu tego roku . Współcześnie Park Rubina jest miejscem organizowania różnych wydarzeń lokalnych, takich jak Dni Miasteczka Śląskiego , Piknik św. Jerzego , Biesiadne Lato Dla Seniorów czy Lato w Rubinie. W 2023 roku na terenie parku oddano do użytku niewielką tężnię solankową.
Park Rubina porastają m.in. graby pospolite (Carpinus betulus L.), buki pospolite (Fagus sylvatica L.), lipy drobnolistne (Tilia cordata Mill.) oraz kasztanowce białe (Aesculus hippocastanum L.) .

## Legenda
Żoną Ryszarda Rubina była młodsza od niego o 24 lata Klara Wetzel, której właśnie on miał rzekomo pomóc przyjść na świat. W 1908 roku urodził się ich syn, Lothar, który idąc w ślady ojca też został lekarzem. Para miała również córkę, Elżbietę, która zmarła w wieku 2 lat. Od tego momentu Klara miała popaść w depresję, zamknąć się w sobie i znienawidzić inne dzieci. W 1922 roku zmarł Ryszard, a w 1938 roku pozbawiony obywatelstwa polskiego Lothar wyjechał do Niemiec. Dodatkowo podczas II wojny światowej w willi założono przedszkole; Klara zajmowała wówczas jeden z pokoi znajdujących się na piętrze. Kobieta zmarła w 1949 roku  .
Według podań miejscowej ludności po jej śmierci w oknie pałacowej wieżyczki oraz w parku pojawiała się postać białej damy, niekiedy spacerującej z psem. Nowi lokatorzy budynku słyszeć mieli w nocy odgłosy szurania, spadających naczyń, otwieranych szuflad oraz płaczu dzieci, czasami pojawiać się miały ślady stóp. Okoliczni mieszkańcy unikali po zmroku willi i parku. Zjawiska ustać miały, gdy w budynku znów zaczęło działać przedszkole  .

## Galeria

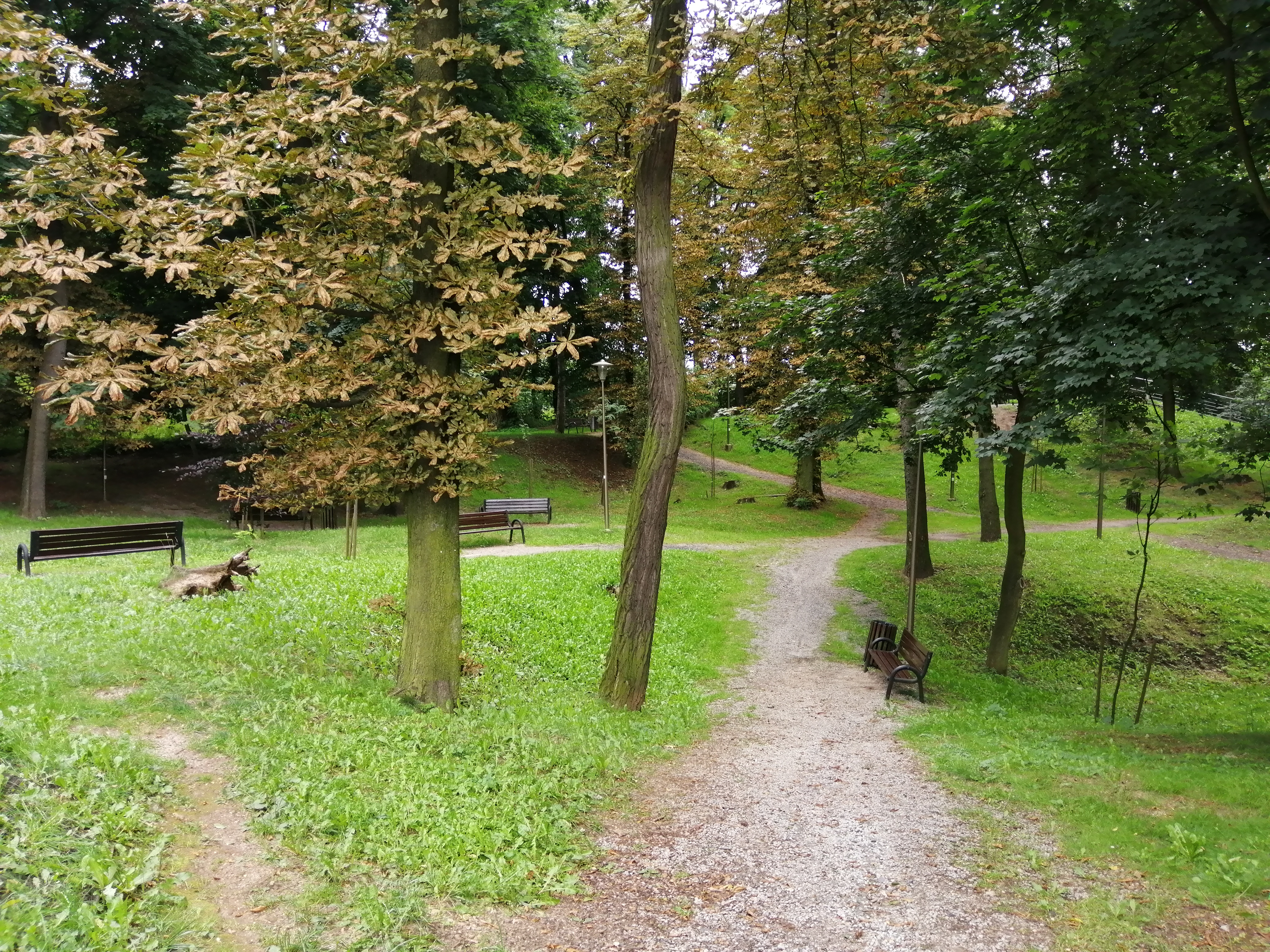
Widok ogólny parku
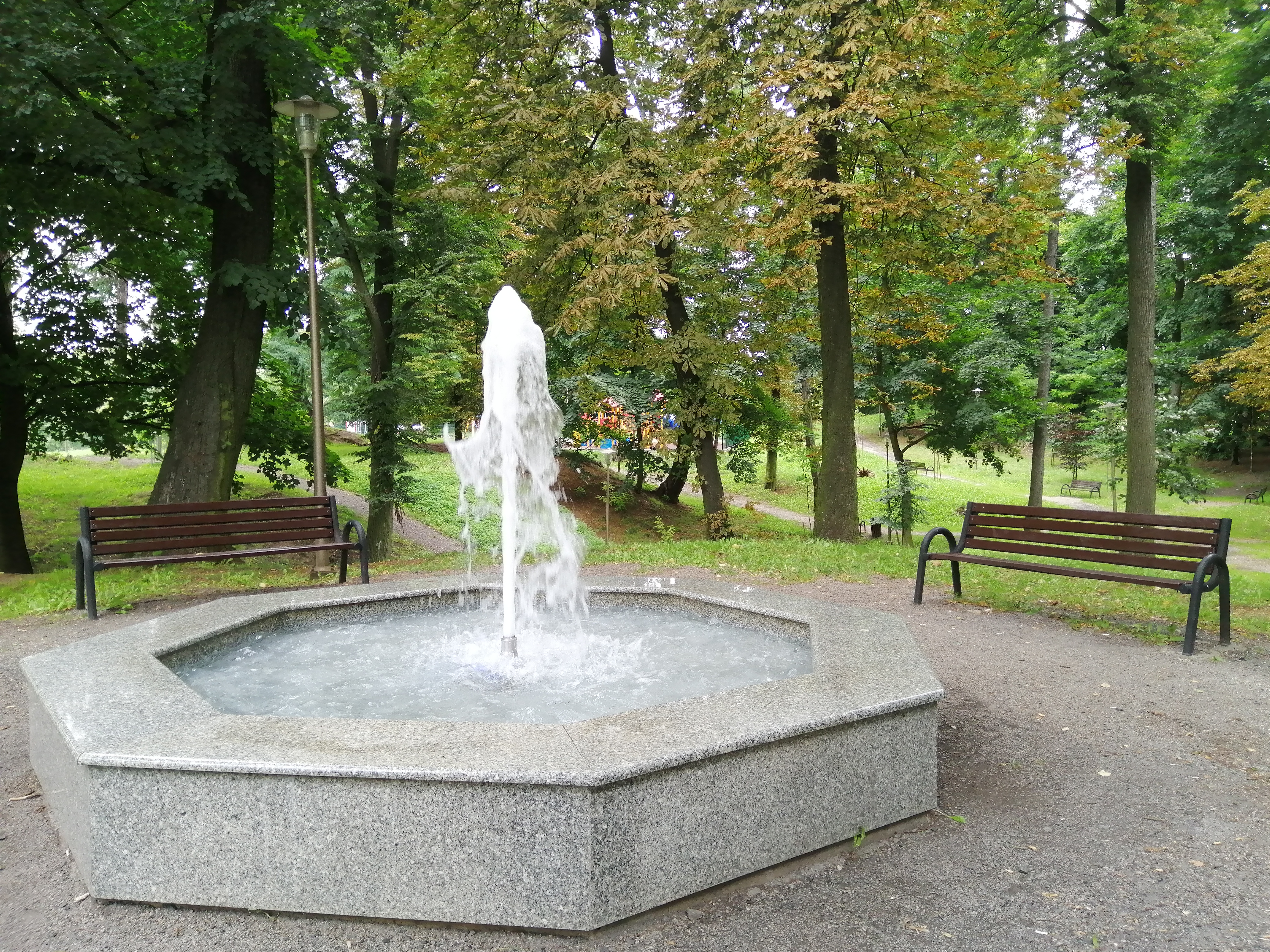
Fontanna na jednym z pagórków
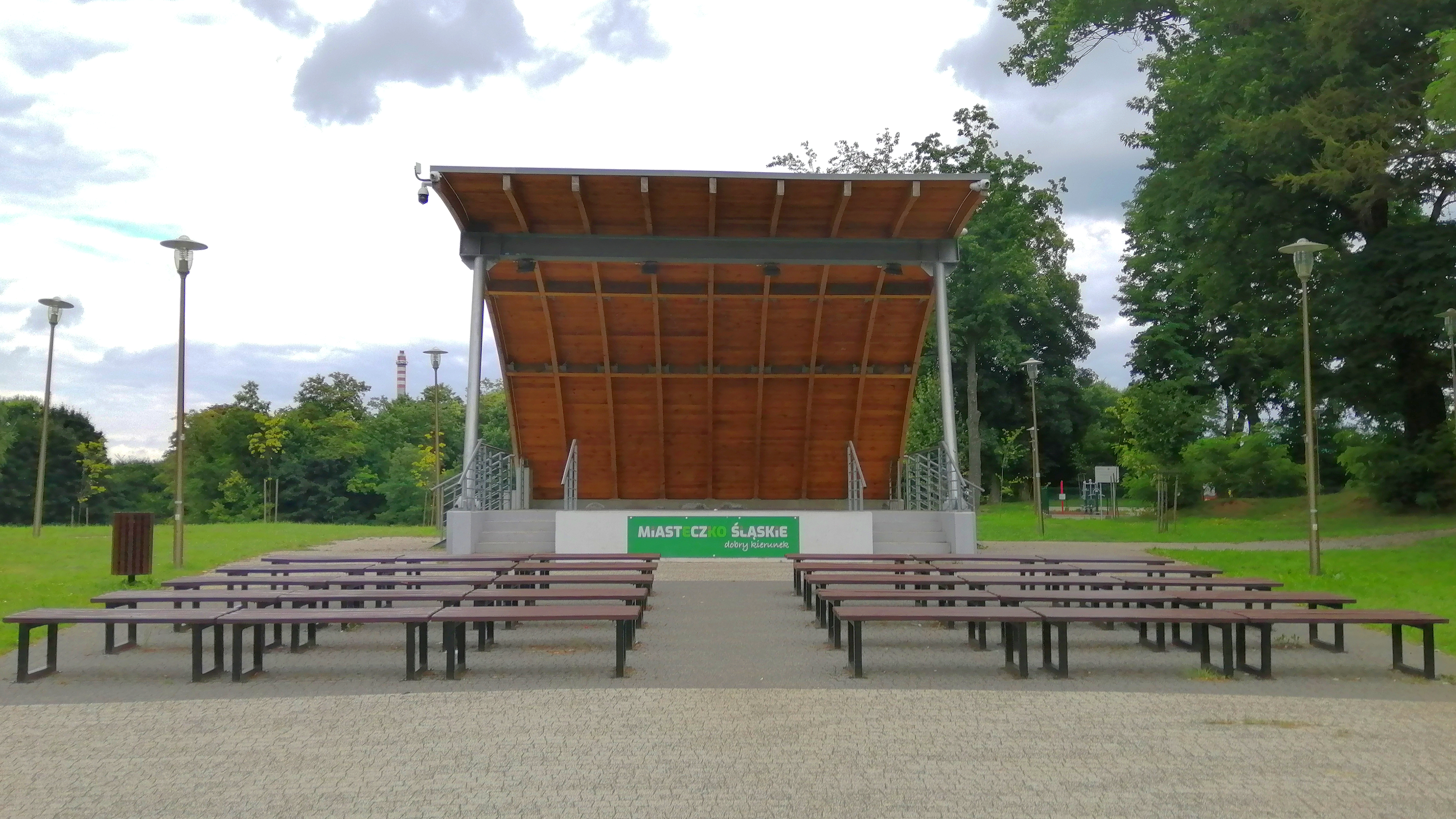
Scena
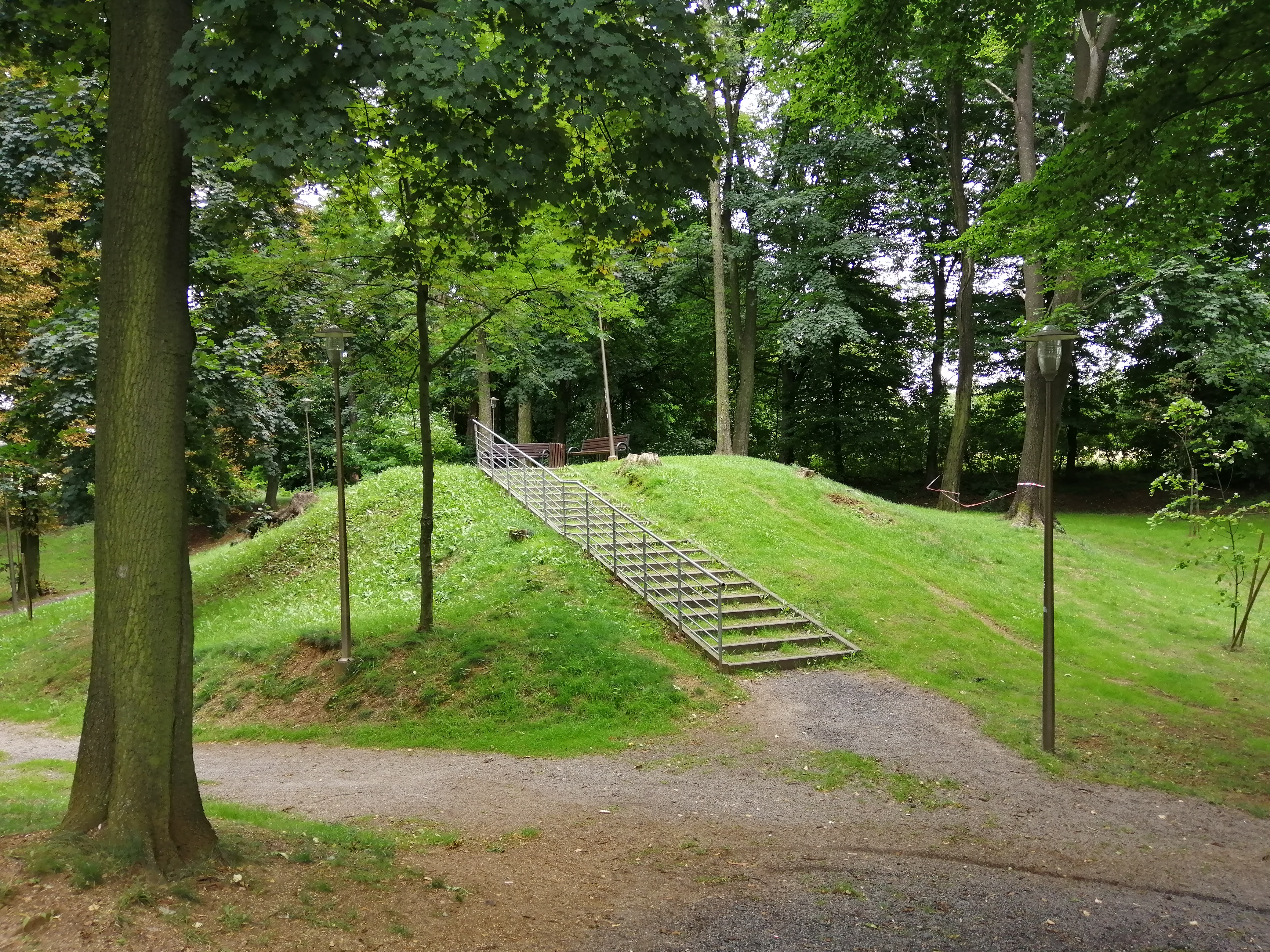
Jedno z wzniesień